# Oberes Murtal
Als Oberes Murtal wird der gesamte Längstalabschnitt der Mur innerhalb der Mur-Mürz-Furche bezeichnet.
In diesem Talzug befinden sich die für die Steiermark bedeutsamen Industriegebiete rund um Leoben, Kapfenberg und Judenburg, und der Kernraum des Lungaues im Land Salzburg.

## Geographie
Insgesamt umfasst die Talung eine Länge von 125 Kilometer.
Der Talraum im eigentlichen Sinne zerfällt beiderseits des landschaftlich eigenständigen Judenburg-Knittelfelder Beckens (Aichfeld) in zwei natur- und kulturräumlich sehr unterschiedliche Teile.
- Der Teilraum oberhalb des Beckens (oft als Oberes Murtal im engeren Sinne bezeichnet) liegt zur Gänze innerhalb der Zentralalpen, mit den Schladminger Tauern respektive Murbergen nördlich und den Gurktaler Alpen südlich. Die obersten Teile gehören zum salzburgischen Lungau (Bezirk Tamsweg), der größere Teil dieses Talabschnittes in der Steiermark zum Bezirk Murau und dem Bezirk Murtal (ehemalige Bezirke Judenburg und Knittelfeld).
- Im Gegensatz dazu bildet das Murtal unterhalb der Enge von Kraubath auf etwa zwei Drittel seiner Länge die Grenze zwischen Zentral- und Nordalpen (Gleinalpe und Mürztaler Alpen).

Größere Ansiedlungen innerhalb des Oberen Murtals sind Tamsweg, Murau, Judenburg, Zeltweg, Knittelfeld, Leoben und Bruck an der Mur.
Der obere Teil ist bei relativ geringer Bevölkerungsdichte nur schwach industriell geprägt, seine Zentralräume sind die nicht zum Tal als Landschaftsraum gehörenden Weitung im Tamsweger Becken und das Aichfeld. Der untere Talungsabschnitt stellt zwischen Leoben und Bruck einen dicht besiedelten industriellen Ballungsraum dar.
Der Ort St. Michael in Obersteiermark stellt einen bedeutenden inneralpinen Verkehrsknotenpunkt dar, in dem sich die transalpinen Verbindungen über Salzburg, Linz, Wien, Graz und Villach kreuzen: Bei St. Michael/Obstmk. im Leobener Becken mündet das Liesing-Palten-Tal (Schoberpass) vom Ennstal her in das Murtal ein, bei Bruck das Mürztal vom Semmeringpass, mit der Pyhrnautobahn A9 (in St. Michael direkt nach Graz durch den Bosrucktunnel) und der Semmering Schnellstraße S6 über Bruck. Der flussabwärts an der Mur folgende Talabschnitt ist das Murdurchbruchstal (Mittleres Murtal der Steiermark) nach Graz mit der Brucker Schnellstraße S35. Entsprechend läuft die Rudolfsbahn, die hier von Selzthal im Ennstal kommend bei Teufenbach über den Neumarkter Sattel Richtung Kärnten verläuft, mit der Verbindungsbahn Leoben – Bruck/Mur zur Südbahn (Wien – Semmering – Graz) und dem Anschluss der Murtalbahn nach Tamsweg. Die Straßen-Hauptverkehrsroute des Oberen Murtales flussaufwärts ist die Murtal Schnellstraße S36 bis Judenburg, ab dort ein Stück die Friesacher Straße B317 bis Scheifling (über den Perchauer Sattel), dann die Murtal Straße B96. In St. Michael im Lungau quert die Alpenachse des Tauernpasses (Tauernautobahn A10). Der westlich ab St. Michael/Lg. liegende Oberlauf der Mur bei Muhr wird Oberstes Murtal genannt. Weitere wichtigere Pässe nach Süden sind der Obdacher Sattel bei Judenburg ins Lavanttal, Flattnitzer Höhe und Turracher Höhe ins Gurktal, und nach Norden der Präbichl über Eisenerz und der Triebener Tauern zwischen Judenburg und Trieben im Paltental.